# Regionalväg 170
Regionalväg 170  är en regional landsväg i Finland som går från Helsingfors österut. Vägen är den äldre sträckningen av Riksväg 7 där riksvägen byggts ut till motorväg. I Helsingfors kallas Regionalväg 170 för Österleden.